# Kageyama Kenji
Kenji Kageyama (sinh ngày 2 tháng 4 năm 1980) là một cầu thủ bóng đá người Nhật Bản.

## Sự nghiệp câu lạc bộ
Kenji Kageyama đã từng chơi cho Kataller Toyama.